# Daniel Studer (Musiker)

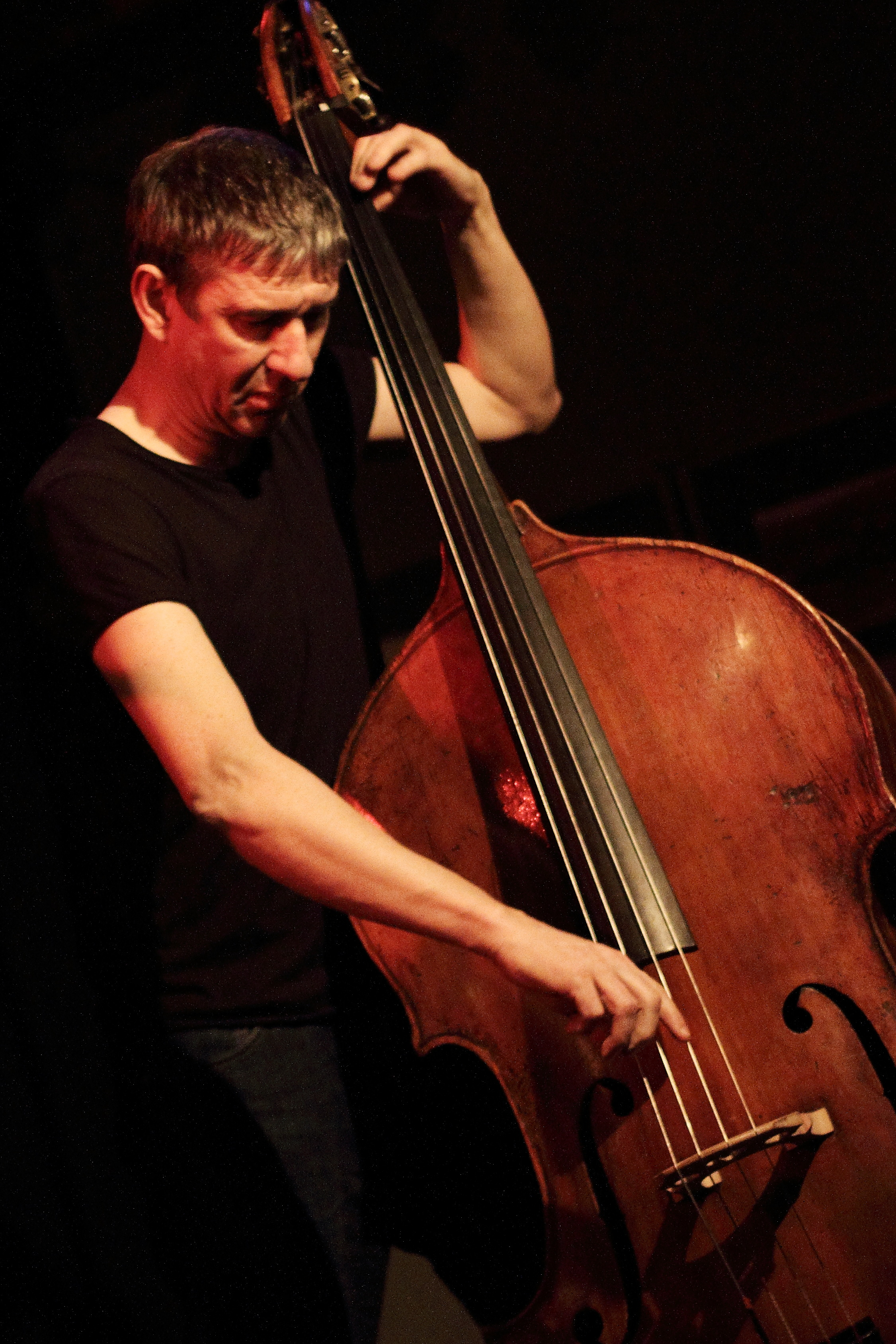
Daniel Studer im club W71, 2017

Daniel Studer (* 1961) ist ein Schweizer Kontrabassist und Komponist, der auf dem Gebiet der Improvisationsmusik aktiv ist.

## Leben und Wirken
Studer nahm in den 1980er Jahren an Jazz-Clinics in Perugia und Ravenna teil. 1992 erwarb er ein Kontrbassdiplom am Konservatorium von Frosinone. Danach studierte er bis 1994 Harmonielehre und Kontrapunkt bei Gianpiero Bernardini. Von 1996 bis 1999 war er Gastkomponist bei Thomas Kessler im Elektronischen Studio Basel, danach studierte er bis 2001 Komposition bei Johannes Schöllhorn.
Mit Peter K. Frey bildet er ein Kontrabassduo. Weiter spielt er in dem  Trio Kimmig-Studer-Zimmerlin, dem Trio III-VII-XII (mit Mischa Käser und Urs Haenggli) und dem Streichtrio Coen-Penazzi-Studer. In der Gruppe In Transit arbeitet er mit Michael Jefry Stevens, Jürg Solothurnmann und Dieter Ulrich zusammen. Zudem konzertiert er regelmäßig mit Mischa Käser, Katharina Klement, Giancarlo Schiaffini und Alfred Zimmerlin.
Studer wirkte auch an elektronischen Liveproduktionen und multimedialen Projekten mit. Neben Kompositionen für seine eigenen Formationen entstanden Werke für Jazzband und -orchester und verschiedene Streicherformationen. Unterrichtet an verschiedenen Musikschulen und Hochschulen Improvisation.

## Diskographie
- Gaspare-Di-Lieto-Quintet: Dance of the Whales (mit Giovanni Amato, Alfonso Deidda, Pietro Iodice), 1993
- Pasquale Innarella: Discanto (mit Giancarlo Schiaffini, Ettore Fioravanti), 1994
- Giancarlo Schiaffini Quintet: As a Bird (mit Alberto Mandarini, Sandro Satta, Fulvio Maras), 1995
- Streichtrio Coen-Penazzi-Studer: Er-innern, 1995
- Schiavoni-Penazzi-Studer-Orselli:  If There Are Any Heavens, 1996
- Daniel Studer Solo: Details, 1996
- Streichtrio Coen-Penazzi-Studer: Drei Bilder, 1997
- Giancarlo Schiaffini Quintett: Dubs (mit Silvia Schiavoni, Beate Springorum, Mohssen Kasirossafar), 1997
- Wagner-Studer: Symbiolo, 2000
- Markus Eichenberger's Domino Concept for Orchestra, 2001
- Day & Taxi: Private (mit Christoph Gallio, Marco Käppeli), 2003
- Day & Taxi: Material, 2003
- Ianus (mit Silvia Schiavoni, Giancarlo Schiaffini, Jürg Frey, Alfred Zimmerlin), 2004
- Grämiger-Studer-Ulrich: Aus freien Stücken, 2004
- Käppeli-Lüscher-Studer: Nomis, 2005
- Kontrabassduo Studer-Frey: Zweierlei, 2006
- In Transit: Moving Stills, 2007
- Kontrabassduo Studer-Frey: Zwei, 2010
- In Transit: "Shifting Moods", 2011
- Kontrabass Solo: "Reibungen", 2011
- Kimmig-Studer-Zimmerlin, erzählend nah, 2012
- Friedli-Studer-Ulrich, started, 2013
- Kontrabassduo Studer-Fey, Zwirn, 2013
- Braxwood Orchestra, Djule, Djule, RS 0001, 2014
- Irniger-Studer-Ulrich, Breakin'Up, CS 308, 2015
- Felix Philipp Ingold, Ausgespielt, Plus 082, 2015
- 15 Jahre Kontrabassduo Studer-Frey, Zurich Concerts, LR 750/751, 2016 (mit 11 Gästen u. a. mit John Butcher, Jacques Demierre, Gerry Hemingway, Hans Koch, G. Schiaffini)
- Markus Eichenberger & Daniel Studer – Suspended (hatOLOGY, 2017)
- Kontrabassduo Studer-Frey with Jürg Frey and Alfred Zimmerlin: Zeit (Leo Records, 2019)